# Callophrys sachalinensis
Callophrys sachalinensis är en fjärilsart som beskrevs av Matsumura 1929. Callophrys sachalinensis ingår i släktet Callophrys och familjen juvelvingar. Inga underarter finns listade i Catalogue of Life.